# Pittsburg (Texas)
Pittsburg é uma cidade localizada no estado norte-americano de Texas, no Condado de Camp.

## Demografia
Segundo o censo norte-americano de 2000, a sua população era de 4347 habitantes.
Em 2006, foi estimada uma população de 4610, um aumento de 263 (6.1%).

## Geografia
De acordo com o United States Census Bureau tem uma área de 8,6 km², dos quais 8,6 km² cobertos por terra e 0,0 km² cobertos por água. Pittsburg localiza-se a aproximadamente 121 m acima do nível do mar.

## Localidades na vizinhança
O diagrama seguinte representa as localidades num raio de 24 km ao redor de Pittsburg.